# Code de déontologie des avocats (Québec)
Au Québec, le Code de déontologie des avocats édicte des devoirs généraux et des devoirs particuliers envers le public, le client, l’administration de la justice et la profession que l’avocat a l’obligation de respecter, d'après sa disposition préliminaire. La loi habilitante de ce règlement est la Loi sur le Barreau, qui est la loi québécoise qui organise et réglemente la profession d'avocat au Québec. 